# 브라이트 엔터테인먼트
브라이트 엔터테인먼트는 대한민국의 연예기획사로, 서울 강남구에 소재하여 있다.

## 소속 연예인

### 남성
- 한기웅
- 주우연
- 박준목

### 여성
- 양미경
- 박유나
- 김인이
- 김하경
- 전사라
- 이루리
- 공이슬
- 유지성
- 송설희
- 서채아
- 강수빈
- 심송희